# Csupor Demeter
Csupor Demeter (Monoszlói) (? – 1481) győri püspök.

## Életpályája
Csupor Demeter pontos születési helye és ideje ismeretlen. Bárói családból származik, családja eredetét valószínűleg a Csupor nemzetségből (Czupor) vette, családi nevét pedig a Varasd vármegyei Monoszlóról írta.
Apja Pál volt, aki 1412-ben Kőrös vármegyei főispán és "Tótország" albánja volt. Hárman voltak testvérek, testvérei Ákos és György. A három testvér birtokai a Veszprém vármegyei Lovászpatonán voltak.
Csupor Demeter tanulmányait Bécsben végezte. 1429-ben már küküllői főesperes, 1438-ban zágrábi olvasókanonok, majd 1438–1465 között knini, 1465–1466 között bosnyák, 1466. június 27-től 1481-ben bekövetkezett haláláig győri püspök volt. Elődje Salánki Ágoston volt.